# 梁俊模
梁俊模 已正名 ，（2001年3月23日—），韓國模特兒、男演員。2021年，在2022春夏首爾時裝週擔任C-ZANNE模特兒首次公開亮相。2022年，以演員身份在網路劇《少年飛行 2》出道。

## 演出作品

### 網路劇
| 年份 | 網路平台                                    | 劇名                                   | 角色   | 性質 |
| 2022 | kakaoTV WATCHA                              | 《少年飛行 2》                         | -      | 配角 |
| 2023 | Heavenly WATCHA TVING Wavve Naver Series On | 《Jun & Jun 戀愛準備中 (준과 준)》     | 李準   | 主角 |
| 2023 | 콬TV WATCHA                                 | 《손가락만 까딱하면 (Snap and Spark)》 | 유수민 | 配角 |

## 廣告
| 年份 | 品牌      | 產品 | 廣告名稱                  |
| 2023 | years ago | 服飾 | 日常的煩惱 (daily hassle) |

## 外部連結
- 梁俊模的Instagram帳戶
- 梁俊模的Threads帳戶 （页面存档备份，存于）